# Ingrediente novus
Ingrediente novus è la prima raccolta del cantautore italiano Moltheni, pubblicato nel 2009 da La Tempesta e distribuito da Venus, contiene due brani inediti: Petalo e Per carità di stato.

## Il disco
È un album celebrativo per l'anniversario dei suoi dieci anni di carriera. Le musiche ed i testi originali sono di Moltheni. Il lavoro comprende, oltre al CD con i successi riarrangiati, anche un DVD con diversi live e videoclip.

## Tracce
1. Petalo – 3:33
2. Il circuito affascinante – 3:52
3. Fiori di carne – 4:17
4. Gli anni del malto – 3:45
5. Nutriente – 4:10
6. In centro all'orgoglio – 4:57
7. Zona monumentale – 4:05
8. L'età migliore – 3:10
9. E poi vienimi a dire che questo amore non è grande come tutto il cielo sopra di noi – 4:09
10. Corallo – 2:25
11. Il bowling o il sesso? – 4:29
12. Suprema – 5:31
13. Nella mia bocca – 4:06
14. Un desiderio innocuo – 4:22
15. Montagna nera – 4:52
16. La fine della discografia italiana, nell'illusione di te – 4:56
17. Per carità di stato – 6:17
18. L'amore acquatico – 4:30
19. L'attimo celeste (prima dell'apocalisse) – 5:35

## Musicisti
- Moltheni - Voce e chitarra acustica
- Pietro Canali - Pianoforte e piano wurlitzer
- Andrea Suriani - Piano wurlitzer
- Gianluca Schiavon - Batteria
- Andrea Mancin - Batteria
- Giacomo Fiorenza - Basso elettrico
- Alessandro Fioroni - Chitarra elettrica
- Marco Marzo Caracas - Chitarra elettrica

## Ospiti
- Barbara Adly - Voce in Corallo
- Ilenia Volpe - Voce in In centro all'orgoglio
- Vasco Brondi de Le luci della centrale elettrica - Voce in Zona monumentale
- Massimo Martellotta dei Calibro 35 - Chitarra in Per carità di stato
- Enrico Gabrielli degli Afterhours - Flauto in E poi vienimi a dire che…, direzione archi in Nutriente, Suprema, Nella mia bocca, Un desiderio innocuo
- Mauro Pagani
- Davide Iacono - Pianoforte in Nutriente, E poi vienimi a dire che..., piano Rhodes in In centro all'orgoglio

## Contenuto DVD
- Live, registrato il 16 giugno 2009 al Circolo Magnolia di Milano                                                                                                                                                                                                                                     1. Vita Rubina                                                                                                                                                                                                                                                                                                                    2. Petalo                                                                                                                                                                                                                                                                                                                             3. Nella Mia Bocca                                                                                                                                                                                                                                                                                                                                 4. L'Età Migliore                                                                                                                                                                                                                                                                                                              5. Eternamente, nell'Illusione di te                                                                                                                                                                                                                                                                                                                                                                                                                                                                                                                                                                                                                                                                             Moltheni: Voce, chitarra acustica.                                                                                                                                                                                                                                                                                Andrea Mancin: Batteria.                                                                                                                                                                                                                                                                                               Andrea Suriani: Piano Wurtlizer.                                                                                                                                                                                                                                                                                                    Giacomo Fiorenza: Basso elettrico.                                                                                                                                                                                                                                                                                                 Marco Marzo Caracas: Chitarra elettrica in Petalo, Nella Mia Bocca, L'Età Migliore, Eternamente, nell'Illusione di te.                                                                                                                                                       Alessandro Fioroni: Chitarra elettrica in Vita Rubina, Petalo, Nella Mia Bocca, Eternamente, nell'Illusione di te.
- Live acustico, registrato l'11 ottobre 2009 al Piccolo Teatro della Martesana, Cassina de' Pecchi (Milano)                                                                                                                                                                   1. Natura In Replay                                                                                                                                                                                                                                                                                                             2. Tu                                                                                                                                                                                                                                                                                                                                   3. Montagna Nera                                                                                                                                                                                                                                                                                                         4. L'Attimo Celeste - Prima dell'Apocalisse                                                                                                                                                                                                                                                                                                             5. L'Amore Acquatico (erroneamente denominata nella home "Gli Anni del Malto")                                                                                                                                                                                                           Moltheni: Voce, chitarra acustica.                                                                                                                                                                                                                                                                                         Marco Marzo Caracas: Chitarra elettrica in Tu, Montagna Nera, L'Attimo Celeste - Prima dell'Apocalisse, L'Amore Acquatico.                                                                                                                                        Giacomo Fiorenza: Basso elettrico in Montagna Nera, L'Attimo Celeste - Prima dell'Apocalisse, L'Amore Acquatico.
- Videoclip delle canzoni di Moltheni                                                                                                                                                                                                                                                                                  1. Verano                                                                                                                                                                                                                                                                                                                            2. Gli Anni del Malto                                                                                                                                                                                                                                                                                                           3. L'Età Migliore                                                                                                                                                                                                                                                                                                                4. Nella Mia Bocca                                                                                                                                                                                                                                                                                                                5. Limite e Perfezione
- Cortometraggio di Moltheni - Frutto del Fiume